# Cheironitis osiridis
Cheironitis osiridis är en skalbaggsart som beskrevs av Reiche 1856. Cheironitis osiridis ingår i släktet Cheironitis och familjen bladhorningar. Inga underarter finns listade i Catalogue of Life.